# Sent Paul
Sent Paul (en francès Saint-Paul) és un municipi francès situat al departament de l'Alta Viena i a la regió de la Nova Aquitània.

## Demografia
| 1962                                       | 1968  | 1975  | 1982  | 1990  | 1999  | 2007  |
| ------------------------------------------ | ----- | ----- | ----- | ----- | ----- | ----- |
| 1.148                                      | 1.049 | 1.026 | 1.096 | 1.088 | 1.023 | 1.185 |
| Des de 1962: població sense dobles comptes |       |       |       |       |       |       |

## Administració
| Període   | Identitat        | Partit |
| --------- | ---------------- | ------ |
| 1945-1947 | Pierre Soulignac |        |
| 1947-1971 | André Mouret     |        |
| 1971-2001 | Gilbert Roux     |        |
| 2001-     | Paul Duchez      |        |